# 多罗戈希农村居民点
多罗戈希农村居民点（俄语：Дорогощанское сельское поселение）是俄罗斯联邦别尔哥罗德州格赖沃龙区所属的一个农村居民点。其下辖有2个居民点，行政中心为多罗戈希。据2016年统计，该农村居民点的人口为946人。